# Lista över fornlämningar i Borås kommun
Lista över fornlämningar i Borås kommun är en förteckning av ett urval av de fornlämningar som finns i Borås kommun.

## Borgstena
| Namn                   | Lämningstyp                 | Tillkomsttid | Historisk indelning      | Plats | Läge                 | ID-nr          | Bild                                 |
| ---------------------- | --------------------------- | ------------ | ------------------------ | ----- | -------------------- | -------------- | ------------------------------------ |
| Borgstena 1:1          | Stensättning                |              | Borgstena, Västergötland |       | 57.886733, 12.985772 | 10163500010001 | Ladda upp en bild av detta fornminne |
| Borgstena 1:2          | Stenkrets                   |              | Borgstena, Västergötland |       | 57.886593, 12.985711 | 10163500010002 | Ladda upp en bild av detta fornminne |
| Borgstena 2:1          | Stensättning                |              | Borgstena, Västergötland |       | 57.882429, 12.984614 | 10163500020001 | Ladda upp en bild av detta fornminne |
| Borgstena 3:1          | Röse                        |              | Borgstena, Västergötland |       | 57.875661, 12.994319 | 10163500030001 | Ladda upp en bild av detta fornminne |
| Borgstena 3:2          | Röse                        |              | Borgstena, Västergötland |       | 57.875499, 12.993576 | 10163500030002 | Ladda upp en bild av detta fornminne |
| Borgstena 4:1          | Röse                        |              | Borgstena, Västergötland |       | 57.881438, 13.011012 | 10163500040001 | Ladda upp en bild av detta fornminne |
| Borgstena 5:1          | Röse                        |              | Borgstena, Västergötland |       | 57.885445, 13.014202 | 10163500050001 | Ladda upp en bild av detta fornminne |
| Borgstena 7:1          | Röse                        |              | Borgstena, Västergötland |       | 57.875974, 13.011711 | 10163500070001 | Ladda upp en bild av detta fornminne |
| Borgstena 9:1          | Grav markerad av sten/block |              | Borgstena, Västergötland |       | 57.884024, 13.026431 | 10163500090001 | Ladda upp en bild av detta fornminne |
| Borgstena 10:1         | Gravfält                    |              | Borgstena, Västergötland |       | 57.885270, 13.024689 | 10163500100001 | Ladda upp en bild av detta fornminne |
| Borgstena 11:1         | Stensättning                |              | Borgstena, Västergötland |       | 57.886540, 13.024373 | 10163500110001 | Ladda upp en bild av detta fornminne |
| Borgstena 11:2         | Stensättning                |              | Borgstena, Västergötland |       | 57.886671, 13.024379 | 10163500110002 | Ladda upp en bild av detta fornminne |
| Borgstena 11:3         | Stensättning                |              | Borgstena, Västergötland |       | 57.886828, 13.023911 | 10163500110003 | Ladda upp en bild av detta fornminne |
| Borgstena 11:4         | Stensättning                |              | Borgstena, Västergötland |       | 57.886955, 13.023766 | 10163500110004 | Ladda upp en bild av detta fornminne |
| Borgstena 12:1         | Stensättning                |              | Borgstena, Västergötland |       | 57.886712, 13.027468 | 10163500120001 | Ladda upp en bild av detta fornminne |
| Borgstena 14:1         | Röse                        |              | Borgstena, Västergötland |       | 57.888427, 13.024191 | 10163500140001 | Ladda upp en bild av detta fornminne |
| Borgstena 14:2         | Stensättning                |              | Borgstena, Västergötland |       | 57.888097, 13.023971 | 10163500140002 | Ladda upp en bild av detta fornminne |
| Borgstena 15:1         | Stensättning                |              | Borgstena, Västergötland |       | 57.884798, 13.090154 | 10163500150001 | Ladda upp en bild av detta fornminne |
| Borgstena 15:2         | Stenkrets                   |              | Borgstena, Västergötland |       | 57.884841, 13.090442 | 10163500150002 | Ladda upp en bild av detta fornminne |
| Borgstena 15:3         | Stensättning                |              | Borgstena, Västergötland |       | 57.884837, 13.090766 | 10163500150003 | Ladda upp en bild av detta fornminne |
| Borgstena 16:1         | Stensättning                |              | Borgstena, Västergötland |       | 57.901728, 13.096076 | 10163500160001 | Ladda upp en bild av detta fornminne |
| Borgstena 18:1         | Stensättning                |              | Borgstena, Västergötland |       | 57.869766, 13.049306 | 10163500180001 | Ladda upp en bild av detta fornminne |
| Röret (Borgstena 20:1) | Röse                        |              | Borgstena, Västergötland |       | 57.867609, 13.028731 | 10163500200001 | Ladda upp en bild av detta fornminne |
| Borgstena 21:1         | Röse                        |              | Borgstena, Västergötland |       | 57.872610, 13.035108 | 10163500210001 | Ladda upp en bild av detta fornminne |
| Borgstena 22:1         | Gravfält                    |              | Borgstena, Västergötland |       | 57.873250, 13.031642 | 10163500220001 | Ladda upp en bild av detta fornminne |

## Borås
| Namn                        | Lämningstyp                 | Tillkomsttid | Historisk indelning  | Plats | Läge                 | ID-nr          | Bild                                      |
| --------------------------- | --------------------------- | ------------ | -------------------- | ----- | -------------------- | -------------- | ----------------------------------------- |
| Borås 2:1                   | Stenkammargrav              |              | Borås, Västergötland |       | 57.718773, 12.864372 | 10163600020001 | Ladda upp en till bild av detta fornminne |
| Borås 3:1                   | Stensättning                |              | Borås, Västergötland |       | 57.725653, 12.905142 | 10163600030001 | Ladda upp en bild av detta fornminne      |
| Borås 3:2                   | Stensättning                |              | Borås, Västergötland |       | 57.725560, 12.905260 | 10163600030002 | Ladda upp en bild av detta fornminne      |
| Borås 4:1                   | Stensättning                |              | Borås, Västergötland |       | 57.737962, 12.927528 | 10163600040001 | Ladda upp en bild av detta fornminne      |
| Borås 4:2                   | Stensättning                |              | Borås, Västergötland |       | 57.738030, 12.928050 | 10163600040002 | Ladda upp en bild av detta fornminne      |
| Borås 4:3                   | Stensättning                |              | Borås, Västergötland |       | 57.738161, 12.927995 | 10163600040003 | Ladda upp en bild av detta fornminne      |
| Borås 5:1                   | Stensättning                |              | Borås, Västergötland |       | 57.740455, 12.927589 | 10163600050001 | Ladda upp en bild av detta fornminne      |
| Annelundsparken (Borås 8:1) | Stensättning                |              | Borås, Västergötland |       | 57.718428, 12.949547 | 10163600080001 | Ladda upp en bild av detta fornminne      |
| Annelundsparken (Borås 8:2) | Stensättning                |              | Borås, Västergötland |       | 57.718421, 12.949343 | 10163600080002 | Ladda upp en bild av detta fornminne      |
| Annelundsparken (Borås 8:3) | Stensättning                |              | Borås, Västergötland |       | 57.718317, 12.949924 | 10163600080003 | Ladda upp en bild av detta fornminne      |
| Borås 21:1                  | Stenkrets                   |              | Borås, Västergötland |       | 57.701184, 12.968684 | 10163600210001 | Ladda upp en bild av detta fornminne      |
| Borås 21:2                  | Grav markerad av sten/block |              | Borås, Västergötland |       | 57.701509, 12.968012 | 10163600210002 | Ladda upp en bild av detta fornminne      |
| Borås 22:1                  | Stensättning                |              | Borås, Västergötland |       | 57.717748, 12.870236 | 10163600220001 | Ladda upp en bild av detta fornminne      |
| Borås 23:1                  | Begravningsplats            |              | Borås, Västergötland |       | 57.713014, 12.877302 | 10163600230001 | Ladda upp en bild av detta fornminne      |
| Långesten (Borås 26:1)      | Grav markerad av sten/block |              | Borås, Västergötland |       | 57.759042, 12.959373 | 10163600260001 | Ladda upp en bild av detta fornminne      |
| Borås 33:1                  | Fästning/skans              |              | Borås, Västergötland |       | 57.671733, 12.897976 | 10163600330001 | Ladda upp en bild av detta fornminne      |
| Borås 57:1                  | Stensättning                |              | Borås, Västergötland |       | 57.712695, 12.850565 | 10163600570001 | Ladda upp en bild av detta fornminne      |
| Borås 58:1                  | Stensättning                |              | Borås, Västergötland |       | 57.706496, 12.837820 | 10163600580001 | Ladda upp en bild av detta fornminne      |
| Borås 88:1                  | Hög                         |              | Borås, Västergötland |       | 57.741936, 12.927415 | 10163600880001 | Ladda upp en bild av detta fornminne      |
| Borås 88:2                  | Hög                         |              | Borås, Västergötland |       | 57.741485, 12.927208 | 10163600880002 | Ladda upp en bild av detta fornminne      |

## Bredared
| Namn          | Lämningstyp                 | Tillkomsttid | Historisk indelning     | Plats | Läge                 | ID-nr          | Bild                                 |
| ------------- | --------------------------- | ------------ | ----------------------- | ----- | -------------------- | -------------- | ------------------------------------ |
| Bredared 5:1  | Stenkrets                   |              | Bredared, Västergötland |       | 57.818882, 12.866781 | 10163700050001 | Ladda upp en bild av detta fornminne |
| Bredared 5:2  | Grav markerad av sten/block |              | Bredared, Västergötland |       | 57.818897, 12.866962 | 10163700050002 | Ladda upp en bild av detta fornminne |
| Bredared 6:1  | Gravfält                    |              | Bredared, Västergötland |       | 57.818525, 12.862638 | 10163700060001 | Ladda upp en bild av detta fornminne |
| Bredared 12:1 | Stensättning                |              | Bredared, Västergötland |       | 57.801879, 12.892623 | 10163700120001 | Ladda upp en bild av detta fornminne |
| Bredared 64:1 | Stensättning                |              | Bredared, Västergötland |       | 57.841323, 12.852403 | 10163700640001 | Ladda upp en bild av detta fornminne |
| Bredared 64:2 | Stensättning                |              | Bredared, Västergötland |       | 57.841188, 12.852447 | 10163700640002 | Ladda upp en bild av detta fornminne |
| Bredared 64:3 | Stensättning                |              | Bredared, Västergötland |       | 57.841433, 12.852169 | 10163700640003 | Ladda upp en bild av detta fornminne |

## Brämhult
| Namn         | Lämningstyp    | Tillkomsttid | Historisk indelning     | Plats | Läge                 | ID-nr          | Bild                                 |
| ------------ | -------------- | ------------ | ----------------------- | ----- | -------------------- | -------------- | ------------------------------------ |
| Brämhult 2:1 | Stensättning   |              | Brämhult, Västergötland |       | 57.744001, 13.044282 | 10164200020001 | Ladda upp en bild av detta fornminne |
| Brämhult 3:1 | Stensättning   |              | Brämhult, Västergötland |       | 57.753189, 13.048115 | 10164200030001 | Ladda upp en bild av detta fornminne |
| Brämhult 3:2 | Stensättning   |              | Brämhult, Västergötland |       | 57.753299, 13.048044 | 10164200030002 | Ladda upp en bild av detta fornminne |
| Brämhult 3:3 | Stensättning   |              | Brämhult, Västergötland |       | 57.753376, 13.047898 | 10164200030003 | Ladda upp en bild av detta fornminne |
| Brämhult 4:1 | Stenkammargrav |              | Brämhult, Västergötland |       | 57.754390, 13.016884 | 10164200040001 | Ladda upp en bild av detta fornminne |
| Brämhult 5:1 | Gravfält       |              | Brämhult, Västergötland |       | 57.750188, 13.014499 | 10164200050001 | Ladda upp en bild av detta fornminne |
| Brämhult 8:1 | Gravfält       |              | Brämhult, Västergötland |       | 57.759550, 13.013108 | 10164200080001 | Ladda upp en bild av detta fornminne |
| Brämhult 9:1 | Röse           |              | Brämhult, Västergötland |       | 57.767895, 13.046734 | 10164200090001 | Ladda upp en bild av detta fornminne |
| Brämhult 55  | Stensättning   |              | Brämhult, Västergötland |       | 57.746599, 13.043369 | 12000000111038 | Ladda upp en bild av detta fornminne |

## Dannike
| Namn                        | Lämningstyp      | Tillkomsttid | Historisk indelning    | Plats | Läge                 | ID-nr          | Bild                                 |
| --------------------------- | ---------------- | ------------ | ---------------------- | ----- | -------------------- | -------------- | ------------------------------------ |
| Dannike 5:1                 | Stenkammargrav   |              | Dannike, Västergötland |       | 57.651652, 13.223368 | 10165000050001 | Ladda upp en bild av detta fornminne |
| Dannike 9:1                 | Röse             |              | Dannike, Västergötland |       | 57.682255, 13.246607 | 10165000090001 | Ladda upp en bild av detta fornminne |
| Dannike 9:2                 | Stensättning     |              | Dannike, Västergötland |       | 57.682290, 13.247033 | 10165000090002 | Ladda upp en bild av detta fornminne |
| Bjällebacken (Dannike 10:1) | Begravningsplats |              | Dannike, Västergötland |       | 57.680528, 13.240001 | 10165000100001 | Ladda upp en bild av detta fornminne |
| Dannike 11:1                | Röse             |              | Dannike, Västergötland |       | 57.705057, 13.222558 | 10165000110001 | Ladda upp en bild av detta fornminne |
| Dannike 11:2                | Röse             |              | Dannike, Västergötland |       | 57.705178, 13.222517 | 10165000110002 | Ladda upp en bild av detta fornminne |
| Dannike 11:3                | Röse             |              | Dannike, Västergötland |       | 57.705124, 13.222289 | 10165000110003 | Ladda upp en bild av detta fornminne |
| Dannike 11:4                | Röse             |              | Dannike, Västergötland |       | 57.705160, 13.222032 | 10165000110004 | Ladda upp en bild av detta fornminne |
| Dannike 13:1                | Röse             |              | Dannike, Västergötland |       | 57.677718, 13.270576 | 10165000130001 | Ladda upp en bild av detta fornminne |
| Dannike 14:1                | Stensättning     |              | Dannike, Västergötland |       | 57.675879, 13.273235 | 10165000140001 | Ladda upp en bild av detta fornminne |
| Dannike 17:1                | Hällristning     |              | Dannike, Västergötland |       | 57.657851, 13.214978 | 10165000170001 | Ladda upp en bild av detta fornminne |
| Dannike 18:1                | Hällristning     |              | Dannike, Västergötland |       | 57.657202, 13.215705 | 10165000180001 | Ladda upp en bild av detta fornminne |
| Dannike 18:2                | Hällristning     |              | Dannike, Västergötland |       | 57.657105, 13.215225 | 10165000180002 | Ladda upp en bild av detta fornminne |
| Henrikstorp (Dannike 24:1)  | Hällristning     |              | Dannike, Västergötland |       | 57.663322, 13.241745 | 10165000240001 | Ladda upp en bild av detta fornminne |
| Dannike 42:1                | Röse             |              | Dannike, Västergötland |       | 57.706968, 13.224199 | 10165000420001 | Ladda upp en bild av detta fornminne |
| Dannike 44:1                | Röse             |              | Dannike, Västergötland |       | 57.705623, 13.229097 | 10165000440001 | Ladda upp en bild av detta fornminne |
| Dannike 44:2                | Stensättning     |              | Dannike, Västergötland |       | 57.705514, 13.229007 | 10165000440002 | Ladda upp en bild av detta fornminne |
| Dannike 47:1                | Hällristning     |              | Dannike, Västergötland |       | 57.691559, 13.273450 | 10165000470001 | Ladda upp en bild av detta fornminne |
| Dannike 47:2                | Hällristning     |              | Dannike, Västergötland |       | 57.691431, 13.273298 | 10165000470002 | Ladda upp en bild av detta fornminne |
| Dannike 51:1                | Hällristning     |              | Dannike, Västergötland |       | 57.680097, 13.278498 | 10165000510001 | Ladda upp en bild av detta fornminne |
| Dannike 60:1                | Stensättning     |              | Dannike, Västergötland |       | 57.680531, 13.229229 | 10165000600001 | Ladda upp en bild av detta fornminne |
| Dannike 66:1                | Hällristning     |              | Dannike, Västergötland |       | 57.691370, 13.219701 | 10165000660001 | Ladda upp en bild av detta fornminne |
| Dannike 66:2                | Hällristning     |              | Dannike, Västergötland |       | 57.691112, 13.219947 | 10165000660002 | Ladda upp en bild av detta fornminne |
| Dannike 67:1                | Stensättning     |              | Dannike, Västergötland |       | 57.685813, 13.237622 | 10165000670001 | Ladda upp en bild av detta fornminne |
| Dannike 67:2                | Stensättning     |              | Dannike, Västergötland |       | 57.685644, 13.237235 | 10165000670002 | Ladda upp en bild av detta fornminne |
| Dannike 68:1                | Hällristning     |              | Dannike, Västergötland |       | 57.671910, 13.236843 | 10165000680001 | Ladda upp en bild av detta fornminne |
| Dannike 71:1                | Röse             |              | Dannike, Västergötland |       | 57.703959, 13.184038 | 10165000710001 | Ladda upp en bild av detta fornminne |
| Dannike 80                  | Gravfält         |              | Dannike, Västergötland |       | 57.698048, 13.217032 | 12000000044542 | Ladda upp en bild av detta fornminne |

## Fristad
| Namn                                     | Lämningstyp                 | Tillkomsttid | Historisk indelning    | Plats | Läge                 | ID-nr          | Bild                                      |
| ---------------------------------------- | --------------------------- | ------------ | ---------------------- | ----- | -------------------- | -------------- | ----------------------------------------- |
| Fristad 1:1                              | Gravfält                    |              | Fristad, Västergötland |       | 57.840358, 13.007392 | 10166000010001 | Ladda upp en bild av detta fornminne      |
| Fristad 4:1                              | Gravfält                    |              | Fristad, Västergötland |       | 57.831433, 12.996012 | 10166000040001 | Ladda upp en bild av detta fornminne      |
| Fristad 5:1                              | Stensättning                |              | Fristad, Västergötland |       | 57.836708, 13.002254 | 10166000050001 | Ladda upp en bild av detta fornminne      |
| Fristad 6:1                              | Gravfält                    |              | Fristad, Västergötland |       | 57.838165, 12.998678 | 10166000060001 | Ladda upp en bild av detta fornminne      |
| Fristad 7:1                              | Röse                        |              | Fristad, Västergötland |       | 57.840672, 12.986342 | 10166000070001 | Ladda upp en bild av detta fornminne      |
| Fristad 8:1                              | Röse                        |              | Fristad, Västergötland |       | 57.841121, 12.987756 | 10166000080001 | Ladda upp en bild av detta fornminne      |
| Fristad 9:1                              | Grav markerad av sten/block |              | Fristad, Västergötland |       | 57.837170, 12.985402 | 10166000090001 | Ladda upp en bild av detta fornminne      |
| Fristad 10:1                             | Stensättning                |              | Fristad, Västergötland |       | 57.841142, 12.970417 | 10166000100001 | Ladda upp en bild av detta fornminne      |
| Fristad 10:2                             | Röse                        |              | Fristad, Västergötland |       | 57.841034, 12.970193 | 10166000100002 | Ladda upp en bild av detta fornminne      |
| Fristad 12:1                             | Röse                        |              | Fristad, Västergötland |       | 57.846058, 12.957901 | 10166000120001 | Ladda upp en bild av detta fornminne      |
| Fristad 13:1                             | Gravfält                    |              | Fristad, Västergötland |       | 57.831218, 12.985584 | 10166000130001 | Ladda upp en bild av detta fornminne      |
| Fristad 14:1                             | Stensättning                |              | Fristad, Västergötland |       | 57.831551, 12.985270 | 10166000140001 | Ladda upp en bild av detta fornminne      |
| Fristad 15:1                             | Stenkrets                   |              | Fristad, Västergötland |       | 57.828434, 12.995452 | 10166000150001 | Ladda upp en bild av detta fornminne      |
| Fristad 15:2                             | Stenkrets                   |              | Fristad, Västergötland |       | 57.828617, 12.995637 | 10166000150002 | Ladda upp en bild av detta fornminne      |
| Fristad 16:1                             | Gravfält                    |              | Fristad, Västergötland |       | 57.828294, 12.997498 | 10166000160001 | Ladda upp en bild av detta fornminne      |
| Fristad 17:2                             | Kyrka/kapell                |              | Fristad, Västergötland |       | 57.836121, 13.011663 | 10166000170002 | Ladda upp en bild av detta fornminne      |
| Fristad 17:3                             | Begravningsplats            |              | Fristad, Västergötland |       | 57.836130, 13.011709 | 10166000170003 | Ladda upp en bild av detta fornminne      |
| Torverör (Fristad 18:1)                  | Röse                        |              | Fristad, Västergötland |       | 57.846648, 13.005282 | 10166000180001 | Ladda upp en bild av detta fornminne      |
| Fristad 19:1                             | Stensättning                |              | Fristad, Västergötland |       | 57.843069, 13.007675 | 10166000190001 | Ladda upp en bild av detta fornminne      |
| Fristad 20:1                             | Gravfält                    |              | Fristad, Västergötland |       | 57.836004, 13.013487 | 10166000200001 | Ladda upp en bild av detta fornminne      |
| Fristad 21:1                             | Gravfält                    |              | Fristad, Västergötland |       | 57.837626, 13.013874 | 10166000210001 | Ladda upp en bild av detta fornminne      |
| Fristad 22:1                             | Hög                         |              | Fristad, Västergötland |       | 57.837699, 13.014568 | 10166000220001 | Ladda upp en bild av detta fornminne      |
| Fristad 23:1                             | Gravfält                    |              | Fristad, Västergötland |       | 57.833592, 13.013049 | 10166000230001 | Ladda upp en bild av detta fornminne      |
| Fristad 26:1                             | Stensättning                |              | Fristad, Västergötland |       | 57.840412, 13.017683 | 10166000260001 | Ladda upp en bild av detta fornminne      |
| Fristad 27:1                             | Röse                        |              | Fristad, Västergötland |       | 57.845582, 13.029329 | 10166000270001 | Ladda upp en bild av detta fornminne      |
| Fristad 27:2                             | Röse                        |              | Fristad, Västergötland |       | 57.845628, 13.029057 | 10166000270002 | Ladda upp en bild av detta fornminne      |
| Fristad 28:1                             | Röse                        |              | Fristad, Västergötland |       | 57.842700, 13.027317 | 10166000280001 | Ladda upp en bild av detta fornminne      |
| Fristad 29:1                             | Gravfält                    |              | Fristad, Västergötland |       | 57.843375, 13.020989 | 10166000290001 | Ladda upp en bild av detta fornminne      |
| 7)Ekehagen (Fristad 30:1)                | Stensättning                |              | Fristad, Västergötland |       | 57.840043, 13.025403 | 10166000300001 | Ladda upp en bild av detta fornminne      |
| 7)Ekehagen (Fristad 30:2)                | Stensättning                |              | Fristad, Västergötland |       | 57.839999, 13.025164 | 10166000300002 | Ladda upp en bild av detta fornminne      |
| 7)Ekehagen (Fristad 30:3)                | Röse                        |              | Fristad, Västergötland |       | 57.839804, 13.025551 | 10166000300003 | Ladda upp en bild av detta fornminne      |
| 7)Ekehagen (Fristad 30:4)                | Röse                        |              | Fristad, Västergötland |       | 57.839469, 13.025751 | 10166000300004 | Ladda upp en bild av detta fornminne      |
| 7)Ekehagen (Fristad 30:5)                | Stensättning                |              | Fristad, Västergötland |       | 57.839003, 13.025288 | 10166000300005 | Ladda upp en bild av detta fornminne      |
| 7)Ekehagen (Fristad 30:6)                | Stensättning                |              | Fristad, Västergötland |       | 57.838840, 13.025056 | 10166000300006 | Ladda upp en bild av detta fornminne      |
| Fristad 31:1                             | Stensättning                |              | Fristad, Västergötland |       | 57.839725, 13.032989 | 10166000310001 | Ladda upp en bild av detta fornminne      |
| Fristad 31:2                             | Stensättning                |              | Fristad, Västergötland |       | 57.839881, 13.033060 | 10166000310002 | Ladda upp en bild av detta fornminne      |
| Fristad 32:1                             | Röse                        |              | Fristad, Västergötland |       | 57.846587, 13.033426 | 10166000320001 | Ladda upp en bild av detta fornminne      |
| Fristad 33:1                             | Röse                        |              | Fristad, Västergötland |       | 57.848430, 13.032038 | 10166000330001 | Ladda upp en bild av detta fornminne      |
| Fristad 33:2                             | Stensättning                |              | Fristad, Västergötland |       | 57.848330, 13.032559 | 10166000330002 | Ladda upp en bild av detta fornminne      |
| Fristad 34:1                             | Röse                        |              | Fristad, Västergötland |       | 57.845632, 13.043881 | 10166000340001 | Ladda upp en bild av detta fornminne      |
| Fristad 35:1                             | Gravfält                    |              | Fristad, Västergötland |       | 57.835924, 13.063718 | 10166000350001 | Ladda upp en bild av detta fornminne      |
| Lindekullen (Fristad 36:1)               | Gravfält                    |              | Fristad, Västergötland |       | 57.841490, 13.067773 | 10166000360001 | Ladda upp en bild av detta fornminne      |
| Fristad 37:1                             | Stensättning                |              | Fristad, Västergötland |       | 57.841827, 13.066297 | 10166000370001 | Ladda upp en bild av detta fornminne      |
| Fristad 38:1                             | Gravfält                    |              | Fristad, Västergötland |       | 57.848505, 13.074566 | 10166000380001 | Ladda upp en bild av detta fornminne      |
| Fristad 39:1                             | Stensättning                |              | Fristad, Västergötland |       | 57.840555, 13.019722 | 10166000390001 | Ladda upp en bild av detta fornminne      |
| Fristad 40:1                             | Röse                        |              | Fristad, Västergötland |       | 57.826500, 13.053451 | 10166000400001 | Ladda upp en bild av detta fornminne      |
| Fristad 41:1                             | Röse                        |              | Fristad, Västergötland |       | 57.826646, 13.036033 | 10166000410001 | Ladda upp en bild av detta fornminne      |
| Fristad 42:1                             | Stenkammargrav              |              | Fristad, Västergötland |       | 57.825254, 13.034684 | 10166000420001 | Ladda upp en bild av detta fornminne      |
| Fristad 45:1                             | Grav markerad av sten/block |              | Fristad, Västergötland |       | 57.806228, 13.012189 | 10166000450001 | Ladda upp en bild av detta fornminne      |
| Fristad 47:1                             | Stenkrets                   |              | Fristad, Västergötland |       | 57.805716, 13.012578 | 10166000470001 | Ladda upp en bild av detta fornminne      |
| Fristad 49:1                             | Stensättning                |              | Fristad, Västergötland |       | 57.803076, 13.012625 | 10166000490001 | Ladda upp en bild av detta fornminne      |
| Fristad 50:1                             | Grav markerad av sten/block |              | Fristad, Västergötland |       | 57.800010, 13.006615 | 10166000500001 | Ladda upp en bild av detta fornminne      |
| Fristad 52:1                             | Gravfält                    |              | Fristad, Västergötland |       | 57.809983, 13.012981 | 10166000520001 | Ladda upp en till bild av detta fornminne |
| Fristad 53:1                             | Stenkrets                   |              | Fristad, Västergötland |       | 57.808938, 13.010548 | 10166000530001 | Ladda upp en bild av detta fornminne      |
| Fristad 53:2                             | Grav markerad av sten/block |              | Fristad, Västergötland |       | 57.808592, 13.010203 | 10166000530002 | Ladda upp en bild av detta fornminne      |
| 1Kungagraven2Flintefallet (Fristad 54:1) | Stenkammargrav              |              | Fristad, Västergötland |       | 57.808982, 13.019698 | 10166000540001 | Ladda upp en bild av detta fornminne      |
| Fristad 56:1                             | Stenkammargrav              |              | Fristad, Västergötland |       | 57.817753, 13.019723 | 10166000560001 | Ladda upp en bild av detta fornminne      |
| Fristad 62:1                             | Stensättning                |              | Fristad, Västergötland |       | 57.815400, 12.990584 | 10166000620001 | Ladda upp en bild av detta fornminne      |
| Fristad 63:1                             | Grav markerad av sten/block |              | Fristad, Västergötland |       | 57.814284, 12.993195 | 10166000630001 | Ladda upp en bild av detta fornminne      |
| Fristad 63:2                             | Grav markerad av sten/block |              | Fristad, Västergötland |       | 57.814079, 12.992497 | 10166000630002 | Ladda upp en bild av detta fornminne      |
| Fristad 64:1                             | Röse                        |              | Fristad, Västergötland |       | 57.821962, 12.987384 | 10166000640001 | Ladda upp en bild av detta fornminne      |
| Fristad 65:1                             | Röse                        |              | Fristad, Västergötland |       | 57.820039, 12.984648 | 10166000650001 | Ladda upp en bild av detta fornminne      |
| Fristad 66:1                             | Röse                        |              | Fristad, Västergötland |       | 57.818698, 12.981390 | 10166000660001 | Ladda upp en bild av detta fornminne      |
| Fristad 67:1                             | Stensättning                |              | Fristad, Västergötland |       | 57.820392, 12.979463 | 10166000670001 | Ladda upp en bild av detta fornminne      |
| Fristad 92:1                             | Röse                        |              | Fristad, Västergötland |       | 57.838948, 13.044263 | 10166000920001 | Ladda upp en bild av detta fornminne      |
| Fristad 103:1                            | Stensättning                |              | Fristad, Västergötland |       | 57.842268, 12.983738 | 10166001030001 | Ladda upp en bild av detta fornminne      |
| Fristad 133:1                            | Grav markerad av sten/block |              | Fristad, Västergötland |       | 57.829184, 12.991235 | 10166001330001 | Ladda upp en bild av detta fornminne      |
| Fristad 148:1                            | Stensättning                |              | Fristad, Västergötland |       | 57.819150, 12.985784 | 10166001480001 | Ladda upp en bild av detta fornminne      |
| Fristad 152:1                            | Hög                         |              | Fristad, Västergötland |       | 57.838937, 13.017469 | 10166001520001 | Ladda upp en bild av detta fornminne      |
| Fristad 160                              | Stensättning                |              | Fristad, Västergötland |       | 57.803272, 13.015501 | 12000000041379 | Ladda upp en bild av detta fornminne      |
| Fristad 161                              | Stensättning                |              | Fristad, Västergötland |       | 57.803448, 13.015364 | 12000000041380 | Ladda upp en bild av detta fornminne      |
| Fristad 172                              | Stensättning                |              | Fristad, Västergötland |       | 57.791941, 13.011409 | 12000000133427 | Ladda upp en bild av detta fornminne      |
| Fristad 173                              | Stensättning                |              | Fristad, Västergötland |       | 57.792061, 13.011616 | 12000000133428 | Ladda upp en bild av detta fornminne      |
| Fristad 174                              | Stensättning                |              | Fristad, Västergötland |       | 57.792018, 13.011763 | 12000000133429 | Ladda upp en bild av detta fornminne      |
| Fristad 175                              | Stensättning                |              | Fristad, Västergötland |       | 57.792061, 13.011895 | 12000000133430 | Ladda upp en bild av detta fornminne      |

## Gingri
| Namn                   | Lämningstyp                 | Tillkomsttid | Historisk indelning   | Plats | Läge                 | ID-nr          | Bild                                 |
| ---------------------- | --------------------------- | ------------ | --------------------- | ----- | -------------------- | -------------- | ------------------------------------ |
| Gingri 1:1             | Grav markerad av sten/block |              | Gingri, Västergötland |       | 57.810297, 13.036539 | 10167100010001 | Ladda upp en bild av detta fornminne |
| Gingri 1:2             | Grav markerad av sten/block |              | Gingri, Västergötland |       | 57.810234, 13.036654 | 10167100010002 | Ladda upp en bild av detta fornminne |
| Gingri 2:1             | Hällristning                |              | Gingri, Västergötland |       | 57.810584, 13.039847 | 10167100020001 | Ladda upp en bild av detta fornminne |
| Gingri 3:1             | Gravfält                    |              | Gingri, Västergötland |       | 57.812480, 13.040641 | 10167100030001 | Ladda upp en bild av detta fornminne |
| Gingri 3:2             | Stensättning                |              | Gingri, Västergötland |       | 57.812716, 13.040956 | 10167100030002 | Ladda upp en bild av detta fornminne |
| Gingri 3:3             | Stensättning                |              | Gingri, Västergötland |       | 57.812593, 13.041188 | 10167100030003 | Ladda upp en bild av detta fornminne |
| Gingri 4:1             | Stensättning                |              | Gingri, Västergötland |       | 57.812475, 13.042127 | 10167100040001 | Ladda upp en bild av detta fornminne |
| Gingri 6:1             | Grav markerad av sten/block |              | Gingri, Västergötland |       | 57.809077, 13.044285 | 10167100060001 | Ladda upp en bild av detta fornminne |
| Gingri 7:1             | Gravfält                    |              | Gingri, Västergötland |       | 57.808799, 13.045837 | 10167100070001 | Ladda upp en bild av detta fornminne |
| Gingri 8:1             | Kyrka/kapell                |              | Gingri, Västergötland |       | 57.808723, 13.049037 | 10167100080001 | Ladda upp en bild av detta fornminne |
| Gingri 8:3             | Begravningsplats            |              | Gingri, Västergötland |       | 57.808659, 13.049015 | 10167100080003 | Ladda upp en bild av detta fornminne |
| Gingri 9:1             | Röse                        |              | Gingri, Västergötland |       | 57.808629, 13.057832 | 10167100090001 | Ladda upp en bild av detta fornminne |
| Gingri 11:1            | Stensättning                |              | Gingri, Västergötland |       | 57.774891, 13.042701 | 10167100110001 | Ladda upp en bild av detta fornminne |
| Gingri 25:1            | Stenkammargrav              |              | Gingri, Västergötland |       | 57.797502, 13.068774 | 10167100250001 | Ladda upp en bild av detta fornminne |
| Jutängen (Gingri 26:1) | Gravfält                    |              | Gingri, Västergötland |       | 57.803860, 13.067448 | 10167100260001 | Ladda upp en bild av detta fornminne |
| Gingri 56:1            | Stensättning                |              | Gingri, Västergötland |       | 57.790517, 13.026525 | 10167100560001 | Ladda upp en bild av detta fornminne |
| Gingri 57:1            | Gravfält                    |              | Gingri, Västergötland |       | 57.808437, 13.019780 | 10167100570001 | Ladda upp en bild av detta fornminne |

## Kinnarumma
| Namn            | Lämningstyp  | Tillkomsttid | Historisk indelning       | Plats | Läge                 | ID-nr          | Bild                                 |
| --------------- | ------------ | ------------ | ------------------------- | ----- | -------------------- | -------------- | ------------------------------------ |
| Kinnarumma 4:1  | Kyrka/kapell |              | Kinnarumma, Västergötland |       | 57.592432, 12.872220 | 10170900040001 | Ladda upp en bild av detta fornminne |
| Kinnarumma 5:1  | Röse         |              | Kinnarumma, Västergötland |       | 57.600638, 12.875366 | 10170900050001 | Ladda upp en bild av detta fornminne |
| Kinnarumma 9:1  | Röse         |              | Kinnarumma, Västergötland |       | 57.626268, 12.911557 | 10170900090001 | Ladda upp en bild av detta fornminne |
| Kinnarumma 11:1 | Stensättning |              | Kinnarumma, Västergötland |       | 57.599930, 12.882194 | 10170900110001 | Ladda upp en bild av detta fornminne |
| Kinnarumma 12:1 | Röse         |              | Kinnarumma, Västergötland |       | 57.600495, 12.882947 | 10170900120001 | Ladda upp en bild av detta fornminne |
| Kinnarumma 12:2 | Stensättning |              | Kinnarumma, Västergötland |       | 57.600401, 12.882792 | 10170900120002 | Ladda upp en bild av detta fornminne |
| Kinnarumma 15:1 | Stensättning |              | Kinnarumma, Västergötland |       | 57.604723, 12.884116 | 10170900150001 | Ladda upp en bild av detta fornminne |
| Kinnarumma 19:1 | Stensättning |              | Kinnarumma, Västergötland |       | 57.594925, 12.877227 | 10170900190001 | Ladda upp en bild av detta fornminne |
| Kinnarumma 23:1 | Stensättning |              | Kinnarumma, Västergötland |       | 57.601399, 12.884399 | 10170900230001 | Ladda upp en bild av detta fornminne |
| Kinnarumma 52   | Hällristning |              | Kinnarumma, Västergötland |       | 57.639135, 12.859618 | 12000000053324 | Ladda upp en bild av detta fornminne |

## Ljushult
| Namn          | Lämningstyp  | Tillkomsttid | Historisk indelning     | Plats | Läge                 | ID-nr          | Bild                                 |
| ------------- | ------------ | ------------ | ----------------------- | ----- | -------------------- | -------------- | ------------------------------------ |
| Ljushult 10:1 | Stensättning |              | Ljushult, Västergötland |       | 57.623495, 13.063431 | 10172800100001 | Ladda upp en bild av detta fornminne |
| Ljushult 61   | Stensättning |              | Ljushult, Västergötland |       | 57.622522, 13.064512 | 12000000044540 | Ladda upp en bild av detta fornminne |
| Ljushult 62   | Stensättning |              | Ljushult, Västergötland |       | 57.645852, 13.053090 | 12000000045687 | Ladda upp en bild av detta fornminne |
| Ljushult 63   | Stensättning |              | Ljushult, Västergötland |       | 57.645623, 13.053295 | 12000000045688 | Ladda upp en bild av detta fornminne |
| Ljushult 64   | Stensättning |              | Ljushult, Västergötland |       | 57.645762, 13.053315 | 12000000045689 | Ladda upp en bild av detta fornminne |

## Rångedala
| Namn                                 | Lämningstyp                 | Tillkomsttid | Historisk indelning      | Plats | Läge                 | ID-nr          | Bild                                 |
| ------------------------------------ | --------------------------- | ------------ | ------------------------ | ----- | -------------------- | -------------- | ------------------------------------ |
| Rångedala 1:1                        | Stenkammargrav              |              | Rångedala, Västergötland |       | 57.806746, 13.116757 | 10175800010001 | Ladda upp en bild av detta fornminne |
| Rångedala 2:1                        | Gravfält                    |              | Rångedala, Västergötland |       | 57.807071, 13.116013 | 10175800020001 | Ladda upp en bild av detta fornminne |
| Rångedala 3:1                        | Gravfält                    |              | Rångedala, Västergötland |       | 57.807065, 13.115446 | 10175800030001 | Ladda upp en bild av detta fornminne |
| Rångedala 4:1                        | Gravfält                    |              | Rångedala, Västergötland |       | 57.805957, 13.115197 | 10175800040001 | Ladda upp en bild av detta fornminne |
| Rångedala 6:1                        | Gravfält                    |              | Rångedala, Västergötland |       | 57.801482, 13.118171 | 10175800060001 | Ladda upp en bild av detta fornminne |
| Rångedala 8:1                        | Stensättning                |              | Rångedala, Västergötland |       | 57.801380, 13.113023 | 10175800080001 | Ladda upp en bild av detta fornminne |
| Rångedala 8:2                        | Stensättning                |              | Rångedala, Västergötland |       | 57.801148, 13.112589 | 10175800080002 | Ladda upp en bild av detta fornminne |
| Rångedala 8:3                        | Stensättning                |              | Rångedala, Västergötland |       | 57.800996, 13.112506 | 10175800080003 | Ladda upp en bild av detta fornminne |
| Rångedala 8:5                        | Stensättning                |              | Rångedala, Västergötland |       | 57.800581, 13.111884 | 10175800080005 | Ladda upp en bild av detta fornminne |
| Rångedala 8:6                        | Stensättning                |              | Rångedala, Västergötland |       | 57.800676, 13.111641 | 10175800080006 | Ladda upp en bild av detta fornminne |
| Rångedala 8:7                        | Stensättning                |              | Rångedala, Västergötland |       | 57.801806, 13.113571 | 10175800080007 | Ladda upp en bild av detta fornminne |
| Rångedala 9:1                        | Gravfält                    |              | Rångedala, Västergötland |       | 57.796513, 13.120604 | 10175800090001 | Ladda upp en bild av detta fornminne |
| Rångedala 10:1                       | Stensättning                |              | Rångedala, Västergötland |       | 57.793771, 13.118934 | 10175800100001 | Ladda upp en bild av detta fornminne |
| Rångedala 16:1                       | Gravfält                    |              | Rångedala, Västergötland |       | 57.777569, 13.106871 | 10175800160001 | Ladda upp en bild av detta fornminne |
| Bigra rör, Igla rör (Rångedala 19:1) | Stensättning                |              | Rångedala, Västergötland |       | 57.782046, 13.117992 | 10175800190001 | Ladda upp en bild av detta fornminne |
| Rångedala 21:1                       | Gravfält                    |              | Rångedala, Västergötland |       | 57.780788, 13.107058 | 10175800210001 | Ladda upp en bild av detta fornminne |
| Rångedala 25:1                       | Röse                        |              | Rångedala, Västergötland |       | 57.786236, 13.076280 | 10175800250001 | Ladda upp en bild av detta fornminne |
| Rångedala 27:1                       | Stensättning                |              | Rångedala, Västergötland |       | 57.782834, 13.074211 | 10175800270001 | Ladda upp en bild av detta fornminne |
| Falskog (Rångedala 28:1)             | Gravfält                    |              | Rångedala, Västergötland |       | 57.771845, 13.107980 | 10175800280001 | Ladda upp en bild av detta fornminne |
| Forngraven (Rångedala 29:1)          | Stenkammargrav              |              | Rångedala, Västergötland |       | 57.777743, 13.124928 | 10175800290001 | Ladda upp en bild av detta fornminne |
| Rångedala 30:1                       | Stensättning                |              | Rångedala, Västergötland |       | 57.774890, 13.133475 | 10175800300001 | Ladda upp en bild av detta fornminne |
| Rångedala 31:1                       | Hög                         |              | Rångedala, Västergötland |       | 57.796312, 13.121445 | 10175800310001 | Ladda upp en bild av detta fornminne |
| Rångedala 31:2                       | Stensättning                |              | Rångedala, Västergötland |       | 57.796309, 13.121671 | 10175800310002 | Ladda upp en bild av detta fornminne |
| Rångedala 32:1                       | Hög                         |              | Rångedala, Västergötland |       | 57.796311, 13.120494 | 10175800320001 | Ladda upp en bild av detta fornminne |
| Rångedala 34:1                       | Grav markerad av sten/block |              | Rångedala, Västergötland |       | 57.783222, 13.072351 | 10175800340001 | Ladda upp en bild av detta fornminne |
| Rångedala 58:1                       | Stensättning                |              | Rångedala, Västergötland |       | 57.804721, 13.111674 | 10175800580001 | Ladda upp en bild av detta fornminne |
| Rångedala 71:1                       | Hög                         |              | Rångedala, Västergötland |       | 57.800214, 13.126190 | 10175800710001 | Ladda upp en bild av detta fornminne |
| Rångedala 73:1                       | Stensättning                |              | Rångedala, Västergötland |       | 57.799554, 13.117255 | 10175800730001 | Ladda upp en bild av detta fornminne |
| Rångedala 74:1                       | Stensättning                |              | Rångedala, Västergötland |       | 57.796728, 13.114107 | 10175800740001 | Ladda upp en bild av detta fornminne |
| Rångedala 76:1                       | Stensättning                |              | Rångedala, Västergötland |       | 57.791882, 13.114788 | 10175800760001 | Ladda upp en bild av detta fornminne |
| Rångedala 120:2                      | Stensättning                |              | Rångedala, Västergötland |       | 57.795339, 13.071463 | 10175801200002 | Ladda upp en bild av detta fornminne |
| Altaret (Rångedala 125:1)            | Hällristning                |              | Rångedala, Västergötland |       | 57.769608, 13.051519 | 10175801250001 | Ladda upp en bild av detta fornminne |
| Rångedala 128:1                      | Röse                        |              | Rångedala, Västergötland |       | 57.792429, 13.070386 | 10175801280001 | Ladda upp en bild av detta fornminne |
| Rångedala 132:1                      | Stensättning                |              | Rångedala, Västergötland |       | 57.774884, 13.080287 | 10175801320001 | Ladda upp en bild av detta fornminne |
| Rångedala 139:1                      | Stensättning                |              | Rångedala, Västergötland |       | 57.774061, 13.091496 | 10175801390001 | Ladda upp en bild av detta fornminne |
| Rångedala 140:1                      | Stensättning                |              | Rångedala, Västergötland |       | 57.775139, 13.089303 | 10175801400001 | Ladda upp en bild av detta fornminne |
| Rångedala 141:1                      | Hällristning                |              | Rångedala, Västergötland |       | 57.776532, 13.085280 | 10175801410001 | Ladda upp en bild av detta fornminne |
| Rångedala 143:1                      | Stensättning                |              | Rångedala, Västergötland |       | 57.780518, 13.105385 | 10175801430001 | Ladda upp en bild av detta fornminne |
| Rångedala 147:1                      | Stensättning                |              | Rångedala, Västergötland |       | 57.783542, 13.117779 | 10175801470001 | Ladda upp en bild av detta fornminne |
| Rångedala 154:1                      | Stensättning                |              | Rångedala, Västergötland |       | 57.770194, 13.128278 | 10175801540001 | Ladda upp en bild av detta fornminne |
| Rångedala 165:1                      | Stensättning                |              | Rångedala, Västergötland |       | 57.768498, 13.106462 | 10175801650001 | Ladda upp en bild av detta fornminne |
| Rångedala 173:2                      | Stensättning                |              | Rångedala, Västergötland |       | 57.785498, 13.105822 | 10175801730002 | Ladda upp en bild av detta fornminne |
| Rångedala 262                        | Stensättning                |              | Rångedala, Västergötland |       | 57.782304, 13.145394 | 12000000117318 | Ladda upp en bild av detta fornminne |
| Rångedala 264                        | Stensättning                |              | Rångedala, Västergötland |       | 57.782056, 13.144560 | 12000000117320 | Ladda upp en bild av detta fornminne |
| Rångedala 265                        | Stensättning                |              | Rångedala, Västergötland |       | 57.781923, 13.144392 | 12000000117321 | Ladda upp en bild av detta fornminne |

## Sandhult
| Namn          | Lämningstyp    | Tillkomsttid | Historisk indelning     | Plats | Läge                 | ID-nr          | Bild                                 |
| ------------- | -------------- | ------------ | ----------------------- | ----- | -------------------- | -------------- | ------------------------------------ |
| Sandhult 8:1  | Stensättning   |              | Sandhult, Västergötland |       | 57.778745, 12.780604 | 10176200080001 | Ladda upp en bild av detta fornminne |
| Sandhult 14:1 | Stensättning   |              | Sandhult, Västergötland |       | 57.760372, 12.824144 | 10176200140001 | Ladda upp en bild av detta fornminne |
| Sandhult 17:1 | Stensättning   |              | Sandhult, Västergötland |       | 57.752964, 12.815075 | 10176200170001 | Ladda upp en bild av detta fornminne |
| Sandhult 18:1 | Stenkammargrav |              | Sandhult, Västergötland |       | 57.743786, 12.810127 | 10176200180001 | Ladda upp en bild av detta fornminne |
| Sandhult 37:1 | Stensättning   |              | Sandhult, Västergötland |       | 57.727223, 12.841584 | 10176200370001 | Ladda upp en bild av detta fornminne |
| Sandhult 127  | Stensättning   |              | Sandhult, Västergötland |       | 57.780411, 12.771915 | 12000000003102 | Ladda upp en bild av detta fornminne |

## Seglora
| Namn         | Lämningstyp                 | Tillkomsttid | Historisk indelning    | Plats | Läge                 | ID-nr          | Bild                                 |
| ------------ | --------------------------- | ------------ | ---------------------- | ----- | -------------------- | -------------- | ------------------------------------ |
| Seglora 2:1  | Gravfält                    |              | Seglora, Västergötland |       | 57.573081, 12.707444 | 10176400020001 | Ladda upp en bild av detta fornminne |
| Seglora 3:1  | Grav markerad av sten/block |              | Seglora, Västergötland |       | 57.574222, 12.712724 | 10176400030001 | Ladda upp en bild av detta fornminne |
| Seglora 14:1 | Gravfält                    |              | Seglora, Västergötland |       | 57.578970, 12.701289 | 10176400140001 | Ladda upp en bild av detta fornminne |
| Seglora 40:1 | Minnesmärke                 |              | Seglora, Västergötland |       | 57.590099, 12.751563 | 10176400400001 | Ladda upp en bild av detta fornminne |
| Seglora 42:1 | Hällristning                |              | Seglora, Västergötland |       | 57.588703, 12.747666 | 10176400420001 | Ladda upp en bild av detta fornminne |
| Seglora 42:2 | Hällristning                |              | Seglora, Västergötland |       | 57.588629, 12.747637 | 10176400420002 | Ladda upp en bild av detta fornminne |

## Toarp
| Namn                    | Lämningstyp      | Tillkomsttid | Historisk indelning  | Plats | Läge                 | ID-nr          | Bild                                 |
| ----------------------- | ---------------- | ------------ | -------------------- | ----- | -------------------- | -------------- | ------------------------------------ |
| Jättastugan (Toarp 1:1) | Stenkammargrav   |              | Toarp, Västergötland |       | 57.710623, 13.192173 | 10179400010001 | Ladda upp en bild av detta fornminne |
| Toarp 2:1               | Röse             |              | Toarp, Västergötland |       | 57.709656, 13.190138 | 10179400020001 | Ladda upp en bild av detta fornminne |
| Toarp 2:2               | Stensättning     |              | Toarp, Västergötland |       | 57.709747, 13.189917 | 10179400020002 | Ladda upp en bild av detta fornminne |
| Toarp 5:2               | Stenkrets        |              | Toarp, Västergötland |       | 57.754445, 13.108711 | 10179400050002 | Ladda upp en bild av detta fornminne |
| Toarp 13:1              | Röse             |              | Toarp, Västergötland |       | 57.752109, 13.101519 | 10179400130001 | Ladda upp en bild av detta fornminne |
| Toarp 13:2              | Röse             |              | Toarp, Västergötland |       | 57.751982, 13.101265 | 10179400130002 | Ladda upp en bild av detta fornminne |
| Toarp 13:3              | Stensättning     |              | Toarp, Västergötland |       | 57.751872, 13.101057 | 10179400130003 | Ladda upp en bild av detta fornminne |
| Toarp 16:1              | Röse             |              | Toarp, Västergötland |       | 57.752868, 13.105838 | 10179400160001 | Ladda upp en bild av detta fornminne |
| Toarp 74:1              | Röse             |              | Toarp, Västergötland |       | 57.706284, 13.194583 | 10179400740001 | Ladda upp en bild av detta fornminne |
| Toarp 109:1             | Hällristning     |              | Toarp, Västergötland |       | 57.715625, 13.170745 | 10179401090001 | Ladda upp en bild av detta fornminne |
| Toarp 111:1             | Stensättning     |              | Toarp, Västergötland |       | 57.716305, 13.133779 | 10179401110001 | Ladda upp en bild av detta fornminne |
| Toarp 112:1             | Gravfält         |              | Toarp, Västergötland |       | 57.752417, 13.104242 | 10179401120001 | Ladda upp en bild av detta fornminne |
| Toarp 120:1             | Begravningsplats |              | Toarp, Västergötland |       | 57.725229, 13.097731 | 10179401200001 | Ladda upp en bild av detta fornminne |
| Toarp 218               | Stenkrets        |              | Toarp, Västergötland |       | 57.698103, 13.110771 | 12000000038023 | Ladda upp en bild av detta fornminne |

## Tämta
| Namn       | Lämningstyp                 | Tillkomsttid | Historisk indelning  | Plats | Läge                 | ID-nr          | Bild                                 |
| ---------- | --------------------------- | ------------ | -------------------- | ----- | -------------------- | -------------- | ------------------------------------ |
| Tämta 1:1  | Begravningsplats            |              | Tämta, Västergötland |       | 57.896732, 12.919567 | 10180600010001 | Ladda upp en bild av detta fornminne |
| Tämta 1:2  | Kyrka/kapell                |              | Tämta, Västergötland |       | 57.896685, 12.919572 | 10180600010002 | Ladda upp en bild av detta fornminne |
| Tämta 2:1  | Grav markerad av sten/block |              | Tämta, Västergötland |       | 57.898488, 12.901171 | 10180600020001 | Ladda upp en bild av detta fornminne |
| Tämta 2:2  | Stenkrets                   |              | Tämta, Västergötland |       | 57.898392, 12.901268 | 10180600020002 | Ladda upp en bild av detta fornminne |
| Tämta 2:3  | Grav markerad av sten/block |              | Tämta, Västergötland |       | 57.898451, 12.901823 | 10180600020003 | Ladda upp en bild av detta fornminne |
| Tämta 3:1  | Gravfält                    |              | Tämta, Västergötland |       | 57.898827, 12.901644 | 10180600030001 | Ladda upp en bild av detta fornminne |
| Tämta 4:1  | Stensättning                |              | Tämta, Västergötland |       | 57.899408, 12.900602 | 10180600040001 | Ladda upp en bild av detta fornminne |
| Tämta 4:2  | Grav markerad av sten/block |              | Tämta, Västergötland |       | 57.899363, 12.901256 | 10180600040002 | Ladda upp en bild av detta fornminne |
| Tämta 4:3  | Grav markerad av sten/block |              | Tämta, Västergötland |       | 57.899226, 12.901390 | 10180600040003 | Ladda upp en bild av detta fornminne |
| Tämta 5:1  | Stenkammargrav              |              | Tämta, Västergötland |       | 57.897291, 12.902038 | 10180600050001 | Ladda upp en bild av detta fornminne |
| Tämta 6:2  | Stenkrets                   |              | Tämta, Västergötland |       | 57.905778, 12.907348 | 10180600060002 | Ladda upp en bild av detta fornminne |
| Tämta 9:1  | Stensättning                |              | Tämta, Västergötland |       | 57.928341, 12.916047 | 10180600090001 | Ladda upp en bild av detta fornminne |
| Tämta 9:2  | Stensättning                |              | Tämta, Västergötland |       | 57.928214, 12.915951 | 10180600090002 | Ladda upp en bild av detta fornminne |
| Tämta 9:3  | Stensättning                |              | Tämta, Västergötland |       | 57.928101, 12.915877 | 10180600090003 | Ladda upp en bild av detta fornminne |
| Tämta 20:1 | Stensättning                |              | Tämta, Västergötland |       | 57.933073, 12.918320 | 10180600200001 | Ladda upp en bild av detta fornminne |
| Tämta 42:1 | Stensättning                |              | Tämta, Västergötland |       | 57.927438, 12.916402 | 10180600420001 | Ladda upp en bild av detta fornminne |
| Tämta 54:1 | Grav markerad av sten/block |              | Tämta, Västergötland |       | 57.896542, 12.906435 | 10180600540001 | Ladda upp en bild av detta fornminne |
| Tämta 54:2 | Grav markerad av sten/block |              | Tämta, Västergötland |       | 57.896598, 12.906553 | 10180600540002 | Ladda upp en bild av detta fornminne |
| Tämta 54:3 | Grav markerad av sten/block |              | Tämta, Västergötland |       | 57.896614, 12.906714 | 10180600540003 | Ladda upp en bild av detta fornminne |
| Tämta 54:4 | Stenkrets                   |              | Tämta, Västergötland |       | 57.896527, 12.906763 | 10180600540004 | Ladda upp en bild av detta fornminne |
| Tämta 55:1 | Stenkrets                   |              | Tämta, Västergötland |       | 57.897731, 12.905720 | 10180600550001 | Ladda upp en bild av detta fornminne |

## Tärby
| Namn       | Lämningstyp                 | Tillkomsttid | Historisk indelning  | Plats | Läge                 | ID-nr          | Bild                                 |
| ---------- | --------------------------- | ------------ | -------------------- | ----- | -------------------- | -------------- | ------------------------------------ |
| Tärby 1:1  | Röse                        |              | Tärby, Västergötland |       | 57.823483, 13.078210 | 10180700010001 | Ladda upp en bild av detta fornminne |
| Tärby 2:1  | Röse                        |              | Tärby, Västergötland |       | 57.822322, 13.075839 | 10180700020001 | Ladda upp en bild av detta fornminne |
| Tärby 3:1  | Röse                        |              | Tärby, Västergötland |       | 57.821583, 13.077441 | 10180700030001 | Ladda upp en bild av detta fornminne |
| Tärby 3:2  | Röse                        |              | Tärby, Västergötland |       | 57.821437, 13.076654 | 10180700030002 | Ladda upp en bild av detta fornminne |
| Tärby 4:1  | Röse                        |              | Tärby, Västergötland |       | 57.821589, 13.075240 | 10180700040001 | Ladda upp en bild av detta fornminne |
| Tärby 4:2  | Röse                        |              | Tärby, Västergötland |       | 57.821658, 13.074949 | 10180700040002 | Ladda upp en bild av detta fornminne |
| Tärby 4:3  | Röse                        |              | Tärby, Västergötland |       | 57.821333, 13.074754 | 10180700040003 | Ladda upp en bild av detta fornminne |
| Tärby 5:1  | Röse                        |              | Tärby, Västergötland |       | 57.821604, 13.073243 | 10180700050001 | Ladda upp en bild av detta fornminne |
| Tärby 5:2  | Röse                        |              | Tärby, Västergötland |       | 57.821742, 13.073290 | 10180700050002 | Ladda upp en bild av detta fornminne |
| Tärby 6:1  | Stensättning                |              | Tärby, Västergötland |       | 57.821279, 13.071624 | 10180700060001 | Ladda upp en bild av detta fornminne |
| Tärby 7:1  | Stensättning                |              | Tärby, Västergötland |       | 57.820657, 13.072747 | 10180700070001 | Ladda upp en bild av detta fornminne |
| Tärby 9:1  | Hällristning                |              | Tärby, Västergötland |       | 57.824341, 13.072573 | 10180700090001 | Ladda upp en bild av detta fornminne |
| Tärby 9:2  | Hällristning                |              | Tärby, Västergötland |       | 57.824233, 13.072022 | 10180700090002 | Ladda upp en bild av detta fornminne |
| Tärby 10:1 | Stenkrets                   |              | Tärby, Västergötland |       | 57.821821, 13.076030 | 10180700100001 | Ladda upp en bild av detta fornminne |
| Tärby 12:1 | Röse                        |              | Tärby, Västergötland |       | 57.830435, 13.083111 | 10180700120001 | Ladda upp en bild av detta fornminne |
| Tärby 12:2 | Stensättning                |              | Tärby, Västergötland |       | 57.830367, 13.083085 | 10180700120002 | Ladda upp en bild av detta fornminne |
| Tärby 13:1 | Stensättning                |              | Tärby, Västergötland |       | 57.823928, 13.090291 | 10180700130001 | Ladda upp en bild av detta fornminne |
| Tärby 14:1 | Röse                        |              | Tärby, Västergötland |       | 57.816783, 13.091565 | 10180700140001 | Ladda upp en bild av detta fornminne |
| Tärby 14:2 | Stensättning                |              | Tärby, Västergötland |       | 57.816835, 13.091312 | 10180700140002 | Ladda upp en bild av detta fornminne |
| Tärby 15:1 | Stenkrets                   |              | Tärby, Västergötland |       | 57.822254, 13.103489 | 10180700150001 | Ladda upp en bild av detta fornminne |
| Tärby 16:1 | Röse                        |              | Tärby, Västergötland |       | 57.818459, 13.096423 | 10180700160001 | Ladda upp en bild av detta fornminne |
| Tärby 17:1 | Röse                        |              | Tärby, Västergötland |       | 57.818779, 13.097278 | 10180700170001 | Ladda upp en bild av detta fornminne |
| Tärby 18:1 | Hällristning                |              | Tärby, Västergötland |       | 57.820728, 13.098024 | 10180700180001 | Ladda upp en bild av detta fornminne |
| Tärby 19:1 | Hällristning                |              | Tärby, Västergötland |       | 57.821275, 13.083185 | 10180700190001 | Ladda upp en bild av detta fornminne |
| Tärby 20:1 | Röse                        |              | Tärby, Västergötland |       | 57.818614, 13.067258 | 10180700200001 | Ladda upp en bild av detta fornminne |
| Tärby 21:1 | Röse                        |              | Tärby, Västergötland |       | 57.820383, 13.068560 | 10180700210001 | Ladda upp en bild av detta fornminne |
| Tärby 22:1 | Stensättning                |              | Tärby, Västergötland |       | 57.835233, 13.124915 | 10180700220001 | Ladda upp en bild av detta fornminne |
| Tärby 22:2 | Stensättning                |              | Tärby, Västergötland |       | 57.835182, 13.125093 | 10180700220002 | Ladda upp en bild av detta fornminne |
| Tärby 23:1 | Stensättning                |              | Tärby, Västergötland |       | 57.833166, 13.120561 | 10180700230001 | Ladda upp en bild av detta fornminne |
| Tärby 24:1 | Röse                        |              | Tärby, Västergötland |       | 57.826827, 13.119275 | 10180700240001 | Ladda upp en bild av detta fornminne |
| Tärby 24:2 | Stensättning                |              | Tärby, Västergötland |       | 57.826910, 13.119524 | 10180700240002 | Ladda upp en bild av detta fornminne |
| Tärby 25:1 | Stenkammargrav              |              | Tärby, Västergötland |       | 57.826380, 13.114882 | 10180700250001 | Ladda upp en bild av detta fornminne |
| Tärby 27:1 | Stensättning                |              | Tärby, Västergötland |       | 57.822908, 13.059777 | 10180700270001 | Ladda upp en bild av detta fornminne |
| Tärby 28:1 | Röse                        |              | Tärby, Västergötland |       | 57.821099, 13.066723 | 10180700280001 | Ladda upp en bild av detta fornminne |
| Tärby 29:1 | Gravfält                    |              | Tärby, Västergötland |       | 57.827427, 13.103563 | 10180700290001 | Ladda upp en bild av detta fornminne |
| Tärby 30:1 | Stensättning                |              | Tärby, Västergötland |       | 57.826899, 13.103830 | 10180700300001 | Ladda upp en bild av detta fornminne |
| Tärby 31:1 | Gravfält                    |              | Tärby, Västergötland |       | 57.829169, 13.109237 | 10180700310001 | Ladda upp en bild av detta fornminne |
| Tärby 32:1 | Stensättning                |              | Tärby, Västergötland |       | 57.830900, 13.105116 | 10180700320001 | Ladda upp en bild av detta fornminne |
| Tärby 33:1 | Röse                        |              | Tärby, Västergötland |       | 57.833412, 13.106711 | 10180700330001 | Ladda upp en bild av detta fornminne |
| Tärby 34:1 | Stensättning                |              | Tärby, Västergötland |       | 57.834967, 13.102769 | 10180700340001 | Ladda upp en bild av detta fornminne |
| Tärby 36:1 | Stensättning                |              | Tärby, Västergötland |       | 57.826303, 13.114295 | 10180700360001 | Ladda upp en bild av detta fornminne |
| Tärby 44:1 | Stenkrets                   |              | Tärby, Västergötland |       | 57.820851, 13.102531 | 10180700440001 | Ladda upp en bild av detta fornminne |
| Tärby 47:1 | Stensättning                |              | Tärby, Västergötland |       | 57.817682, 13.089917 | 10180700470001 | Ladda upp en bild av detta fornminne |
| Tärby 48:1 | Hällristning                |              | Tärby, Västergötland |       | 57.817957, 13.085862 | 10180700480001 | Ladda upp en bild av detta fornminne |
| Tärby 50:1 | Grav markerad av sten/block |              | Tärby, Västergötland |       | 57.815995, 13.090983 | 10180700500001 | Ladda upp en bild av detta fornminne |

## Vänga
| Namn       | Lämningstyp  | Tillkomsttid | Historisk indelning  | Plats | Läge                 | ID-nr          | Bild                                 |
| ---------- | ------------ | ------------ | -------------------- | ----- | -------------------- | -------------- | ------------------------------------ |
| Vänga 1:1  | Gravfält     |              | Vänga, Västergötland |       | 57.861874, 12.930326 | 10182300010001 | Ladda upp en bild av detta fornminne |
| Vänga 14:1 | Stensättning |              | Vänga, Västergötland |       | 57.852226, 12.915214 | 10182300140001 | Ladda upp en bild av detta fornminne |

## Äspered
| Namn                                 | Lämningstyp             | Tillkomsttid | Historisk indelning    | Plats | Läge                 | ID-nr          | Bild                                 |
| ------------------------------------ | ----------------------- | ------------ | ---------------------- | ----- | -------------------- | -------------- | ------------------------------------ |
| Äspered 1:1                          | Stenkammargrav          |              | Äspered, Västergötland |       | 57.767484, 13.230432 | 10183100010001 | Ladda upp en bild av detta fornminne |
| Sundholmens slottsruin (Äspered 2:1) | Slott/herresäte         |              | Äspered, Västergötland |       | 57.755579, 13.224781 | 10183100020001 | Ladda upp en bild av detta fornminne |
| Äspered 2:2                          | Husgrund, historisk tid |              | Äspered, Västergötland |       | 57.756057, 13.223904 | 10183100020002 | Ladda upp en bild av detta fornminne |
| Äspered 2:3                          | Husgrund, historisk tid |              | Äspered, Västergötland |       | 57.755982, 13.223657 | 10183100020003 | Ladda upp en bild av detta fornminne |
| Äspered 3:1                          | Stenkammargrav          |              | Äspered, Västergötland |       | 57.773644, 13.228527 | 10183100030001 | Ladda upp en bild av detta fornminne |
| Äspered 10:1                         | Stensättning            |              | Äspered, Västergötland |       | 57.755114, 13.189275 | 10183100100001 | Ladda upp en bild av detta fornminne |
| Äspered 50:1                         | Stensättning            |              | Äspered, Västergötland |       | 57.755924, 13.207591 | 10183100500001 | Ladda upp en bild av detta fornminne |
| Äspered 50:2                         | Stensättning            |              | Äspered, Västergötland |       | 57.755729, 13.207621 | 10183100500002 | Ladda upp en bild av detta fornminne |
| Äspered 50:3                         | Stensättning            |              | Äspered, Västergötland |       | 57.755765, 13.207817 | 10183100500003 | Ladda upp en bild av detta fornminne |
| Äspered 51:1                         | Stensättning            |              | Äspered, Västergötland |       | 57.757409, 13.211995 | 10183100510001 | Ladda upp en bild av detta fornminne |
| Äspered 51:2                         | Stensättning            |              | Äspered, Västergötland |       | 57.757341, 13.211748 | 10183100510002 | Ladda upp en bild av detta fornminne |